# Marin Karmitz
Marin Karmitz (ur. 7 października 1938 w Bukareszcie) – francuski producent i dystrybutor filmowy, specjalizujący się w kinie artystycznym. 
W czasie swojej długoletniej kariery wyprodukował ponad 100 filmów, dystrybuował niemal 400, zdobył prawa do ponad 600. Stworzył sieć 12 kin studyjnych we Francji, w samym Paryżu dysponował 68 ekranami kinowymi. Później rozwinął swoją sieć dystrybucyjną również w Hiszpanii, gdzie miał do dyspozycji 10 kin i 128 ekranów kinowych.

## Życiorys
Urodził się w ubogiej rodzinie żydowskiej w Bukareszcie. Pod koniec lat 40. osiadł we Francji. W młodości był komunistą i działaczem ruchu La Gauche Proléterienne, zafascynowanego chińskim przywódcą Mao Zedongiem. Ukończył paryską uczelnię filmową IDHEC.
W świat filmu wchodził w czasach Nowej Fali. Początkowo był asystentem Agnès Vardy i Jean-Luka Godarda. Później założył studio filmowe MK2 oraz sieć kin studyjnych, by dystrybuować współtworzone przez siebie ambitne kino artystyczne, gdyż zawsze gardził filmową komercją. Produkował autorskie filmy Claude'a Chabrola, Louisa Malle'a, Kena Loacha, Michaela Hanekego i Abbasa Kiarostamiego. 
Zasłynął jednak przede wszystkim jako producent trylogii Trzy kolory w reżyserii Krzysztofa Kieślowskiego, któremu zapewnił całkowitą swobodę artystyczną. Trylogia przyniosła nie tylko liczne nagrody na całym świecie (m.in. Złoty Lew na 50. MFF w Wenecji dla Niebieskiego; Srebrny Niedźwiedź dla najlepszego reżysera na 44. MFF w Berlinie dla Białego; nominacje do Oscara za reżyserię, scenariusz i zdjęcia dla Czerwonego), ale również obfite zyski dla Karmitza jako jej producenta. W 2009 magazyn "Challenges" wycenił jego majątek na 40 mln euro.
W 2002 Karmitz poparł kandydaturę Lionela Jospina w wyborach prezydenckich. W 2005 oddał prowadzenie firmy synom Nathanaëlowi i Elishy, i zaczął się powoli wycofywać z życia zawodowego.